# Harvey Monroe Hall
Harvey Monroe Hall (* 29. März 1874 im Lee County, Illinois; † 11. März 1932 in Washington, D.C.) war ein US-amerikanischer Botaniker. Sein botanisches Autorenkürzel lautet „H.M.Hall“.

## Frühe Jahre
Hall wurde im Lee County in Illinois geboren, wuchs aber in der Nähe von Riverside in Kalifornien auf. Schon früh interessierte er sich für die Natur, so begann er ein Studium der Botanik an der University of California, Berkeley. 1901 erhielt er den Titel eines Bachelor of Science (B.Sc.) und 1902 den eines Master of Science (M.Sc.) Im Jahre 1906 schloss er seine Doktorarbeit ab und erhielt den Titel eines Ph.D.

## Berufsleben
Von 1902 bis 1919 war Hall beruflich mit der University of California verbunden. Ab 1902 war er Botanikassistent in der Abteilung für landwirtschaftliche Experimente, 1903 wurde er dort Instruktor. 1908 wurde er zum stellvertretenden Professor für Wirtschaftsbotanik ernannt und 1915 zum ordentlichen Professor.
1919 wechselte Hall zur Carnegie Institution for Science, Abteilung Pflanzenbiologie, an der Stanford University. Er war dort Professor für Botanik und Kurator des Herbariums der University of California. Beide Posten hatte er bis zu seinem Tod 1932 inne.
1927 wurde er in die American Academy of Arts and Sciences gewählt. 1928 sorgte Hall, der sich mit Genetik befasste, dafür, dass sein Kollege Jens Christian Clausen in die USA zurückkam, und arbeitete mit ihm an der Genetik und Ökologie einheimischer Pflanzenarten.

## Privatleben
1910 heiratete Harvey Monroe Hall seine Kollegin Carlotta Case, die ihr Botanikstudium 1905 an der University of California abgeschlossen hatte.

## Tod
Am 11. März 1932 verstarb Harvey Monroe Hall auf einer Reise in Washington, D.C. im Alter von 58 Jahren.

## Gesellschaftliches Engagement
Hall war Mitglied der American Academy of Arts and Sciences und der Californian Academy of Sciences sowie korrespondierendes Mitglied verschiedener Gelehrtengesellschaften in Europa.

## Ehrungen
Nach ihm benannt sind die Gattungen Halliophytum I.M.Johnst. aus der Familie der Wolfsmilchgewächse (Euphorbiaceae) und Harmonia B.G.Baldwin aus der Familie der Korbblütler (Asteraceae).

## Veröffentlichungen (Auswahl)
- A Yosemite flora: a descriptive account of the ferns and flowering plants, including the trees, of the Yosemite national park; with simple keys for their identification; designed to be useful throughout the Sierra Nevada mountains, zusammen mit Carlotta Case Hall, 1912, Herausgeber: P. Elder & Co. 282 S., Nachdruck für BiblioBazaar 2010, 328 S., ISBN 1-149-07643-7
- The Phylogenetic Method in Taxonomy, zusammen mit Frederic Edward Clements, 1923